# Norman I. Platnick
Norman Ira Platnick (Bluefield (West Virginia), 30 december 1951 – Philadelphia (Pennsylvania), 8 april 2020) was een Amerikaans arachnoloog. Hij was emeritus hoogleraar en curator van de afdeling ongewervelde dieren aan het American Museum of Natural History (AMNH).
Platnick, die in 1973 zijn doctorstitel behaalde aan Harvard University, heeft meer dan 1800 spinnensoorten beschreven uit locaties overal ter wereld. Hij onderhield tot 2014 eveneens de World Spider Catalog, een door het AMNH gehuisveste website die literatuur over arachnologie bijhoudt, en tracht om een volledige, taxonomisch geordende, lijst bij te houden van elke spinnensoort die formeel beschreven werd. In 2007 ontving hij van de International Society of Arachnology de Bonnet-prijs (genoemd naar Pierre Bonnet), als erkenning van zijn werk aan de catalogus.

## Publicaties (selectie)
- Platnick, N.I.  (1973): A Revision of the North American Spiders of the Family Anyphaenidae.  Proefschrift, Harvard University.
- Gertsch, W.J. & Platnick, N.I. (1979): A revision of the spider family Mecicobothriidae (Araneae, Mygalomorphae)."  American Museum novitates 2687 Abstract, PDF
- Platnick, N.I. (1990): Spinneret Morphology and the Phylogeny of Ground Spiders (Araneae, Gnaphosoidea). American Museum Novitates 2978: 1-42. PDF (33Mb)
- Platnick, N.I., Coddington, J.A., Forster, R.R., and Griswold, C.E. (1991): Spinneret Morphology and the Phylogeny of Haplogyne Spiders (Araneae, Araneomorphae). American Museum Novitates 3016: 1-73. PDF (50Mb)
- Platnick, N.I. (1998): Advances in Spider Taxonomy 1992-1995, with Redescriptions 1940-1980. New York Entomological Society 976 pp.
- Griswold, C. E., Coddington, J.A., Platnick, N.I. & Forster, R.R. (1999): Towards a Phylogeny of Entelegyne Spiders (Araneae, Araneomorphae, Entelegynae). Journal of Arachnology 27: 53-63. PDF
- Dimensions Of Biodiversity: Targeting Megadiverse Groups[dode link] (from: Cracraft, J. & Grifo, F.T. (eds.) (1999). The Living Planet In Crisis - Biodiversity Science and Policy. Columbia University Press.
- Platnick, N.I. (2000): A Relimitation and Revision of the Australasian Ground Spider Family Lamponidae (Araneae: Gnaphosoidea). Bulletin of the American Museum of Natural History 245: 1-330.  Web version - Abstract, PDF